# Aturus hoplomachus
Aturus hoplomachus är en kvalsterart som beskrevs av Mitchell 1954. Aturus hoplomachus ingår i släktet Aturus och familjen Aturidae. Inga underarter finns listade.